# Стиліан Пафлагонський
Стиліан (лат. Stylianus, грец. Στυλιανός; біля 550 —?) — відлюдник Пафлагонський. Шанується католиками і православними як святий у лику преподобних, пам'ять вшановується 26 листопада.

## Агіографія

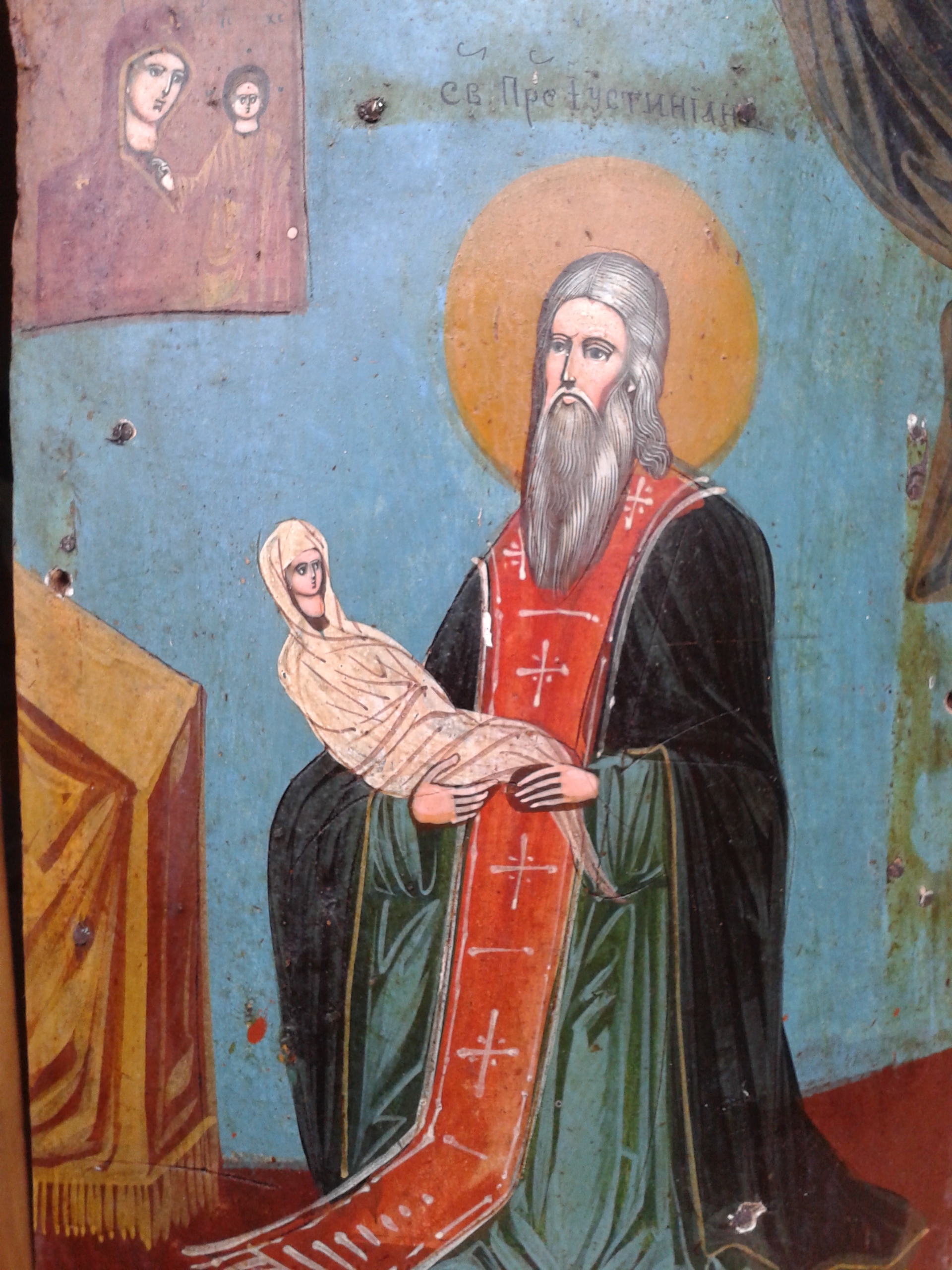
Побутовий іконопис на території Носівщини кінця XIX — початку XX ст. Ікона родини Заволових, парафіян церкви «Спасо-Преображення» в містечку Носівка Ніжинського повіту.

Святий Стиліан народився в Андріанополі, Пафлагонія, у багатій родині. У ранньому віці приєднався до пустельників-відлюдників, щоб очистити свою душу бдінням і молитвою. На відміну від більшості інших пустельників, він не відділився цілком від суспільства, оскільки ходив до народу, щоб робити добро, а потім повертався в свою маленьку печерку для відпочинку та молитовного бдіння.
Згідно з переказами, одного разу вночі, бувши на молитві, святий сподобився Божественної присутності. Він стяжав благодать Духа Святого, і вийшов на ранок зі своєї печери з радістю духу і спокоєм, яких не знав раніше. Приймаючи людей, які потребували поради та втіхи, він поклав руку на страждаючу дитину, зробивши те, чого не наважувався робити раніше. Він відчув силу Господню, яка зійшла з нього через цю руку на дитя, яке зцілилося. Відтоді до святого Стиліана пішли страждаючі молоді і старі з усієї округи. До його печери стікались хворі і стражденні, і багато хто з них одразу отримував зцілення не через силу людську, але через святу Віру, навіть у випадках, коли не було ніяких надій.
У той час святий Стиліан присвятив себе перш за все дітям, які не тільки страждали фізично, а й потребували духовної опіки. Сім'ї з усіх верств суспільства довіряли святому Стиліану виховання своїх дітей. Нужденних було так багато, що йому довелося шукати більше приміщення і кликати на допомогу своїх друзів-пустельників. Можливо це був перший у світі дитячий садочок, куди матері без страху могли помістити своїх дітей, щоб спокійно зайнятися іншими домашніми справами.
Святий Стиліан став покровителем дітей, яким тільки належало народитися. За переказами, одна молода жінка дуже допомагала йому з дітьми, але не могла народити свою дитину. Коли ця жінка завагітніла, то її чоловік на радощах розповів про це всій окрузі, так що до великого самітника, чия віра в істину стала родючою, стало стікатися безліч неплідних жінок.
Веселий вигляд святого Стиліана був його відмінною рисою. За переказами його пам'ятають завжди усміхненим. Багато хто приходив до нього з пропозицією отримати вигоду з його талантів, але всім цим людям він давав одну відповідь про те, що за всі його дари йому було сплачено авансом, коли благодать Духа Святого зійшла на нього. Він посміхався, коли вони відходили від нього. Святий дожив до глибокої старості і за переказами, коли він був похований, його обличчя сяяло світлом Господнім і було освітлене легкою усмішкою.
У сучасній Елладській православній церкві святий Стиліан є одним із найшанованіших святих, таких, як: Святитель Миколай, архієпископ Мир Лікійський та Святитель Спиридон Триміфунтський. Свідченням цьому є спогад одного з очевидців:
| Одного разу я проходив повз церкви святого Стиліана, що знаходиться в східній частині Афін, неподалік від монастиря святого Іоанна Карейського. Це було 26 листопада, в день пам'яті святого Стиліана, який є престольним святом тієї древньої, розташованої в мальовничому містечку церкви. З подивом я помітив, як незважаючи на сильний холод, туди приносили сотні маленьких дітей з прилеглої округи, а також з усіх районів Афін. Я поцікавився, що відбувається і мені відповіли: святий Стиліан – покровитель дітей, тому батьки приносять сюди своїх діток в день свята, аби причастити їх зі сподіванням на те, що святий Стиліан і в наступний рік збереже їх цілими і неушкодженими. Тоді я згадав, що, дійсно, святий Стиліан сприйняв від Господа особливу благодать – опіки над малими дітками.. |